# Памятный знак землякам — воинам-интернационалистам (Чернигов)
Памятный знак землякам — воинам-интернационалистам — памятник монументального искусства местного значения в Чернигове.

## История
Решением исполкома Черниговского областного совета народных депутатов от 30.08.1991 № 193 присвоен статус памятник монументального искусства местного значения с охранным № 3468 под названием Памятный знак землякам — воинам-интернационалистам.
Имеет собственную охранную зону (непосредственно севернее памятного знака) определённую в границах упорядоченной территории, включая элементы благоустройства, озеленение вокруг памятника — согласно правилам застройки и использования территории. Установлена информационная доска.

## Описание
В 1990 году в северной части бульвара по проспекту Мира: напротив дома № 53 проспекта Мира установлен памятный знак землякам — воинам-интернационалистам, участвовавшим в Афганской войне (1979—1989).
Памятный знак расположен на невысоком холме, к которому ведут ступени с южной стороны. Перед ним две (справа и слева) клумбы с 10 (по 5) надгробными плитами с указанием имён воинов. Памятный знак представляет собой две глыбы неправильной формы, смещённые по отношению друг к другу, облицованные сланцем и частично поверх прямоугольными гранитными плитами. Они объединены наклонённым металлическим кругом — образ «прицела», внутри которого перевёрнутый человек — образ «убитого воина». Изначально сланец и металлический круг были окрашены в чёрный цвет. На левой глыбе закреплена надпись — «Незабутнім синам Чернігівщини полеглим в Афганістані» («Незабытым сынам Черниговщины павшим в Афганистане»), ниже расположены звезда и ветвь растения.